# Alexander Erwin
Alec Erwin ou Alexander Erwin (nascido em 17 de janeiro de 1948) na África do Sul, é um político que foi ministro das Empresas Públicas de 29 de abril de 2004 a 25 de setembro de 2008. 
Erwin estudou na Durban High School e obteve diploma da Universidade de Natal. 
Na sequência da demissão do Presidente Thabo Mbeki em Setembro de 2008, Erwin estava entre os membros do Gabinete, que apresentou sua renúncia em 23 de setembro. 